# AFCチャレンジリーグ
AFCチャレンジリーグ（英: AFC Challenge League）は、アジアサッカー連盟（AFC）が主催する、クラブチームによるサッカーの国際大会である。
大会そのものは2024年に創設されたものであるが、記録・統計上は2005年から2014年まで開催されたAFCプレジデンツカップ（英: AFC President's Cup）を承継するものとされたため、本項においてはAFCプレジデンツカップについても記すものとする。

## 概要・歴史

### AFCプレジデンツカップ

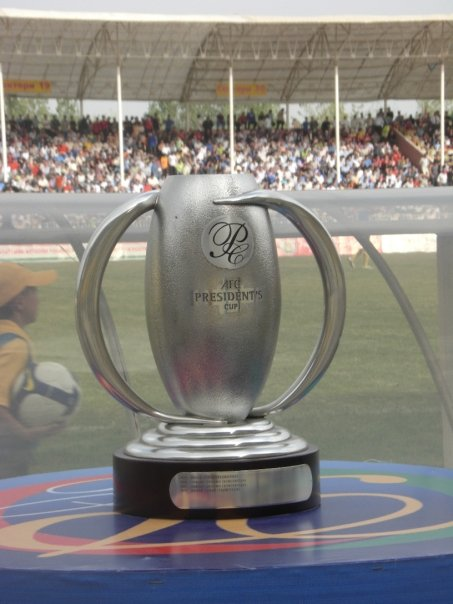
AFCプレジデンツカップのトロフィー

2002-03年度から開催されたクラブチームによる国際大会であるAFCチャンピオンズリーグ (ACL) は、サッカー発展途上国の参加を辞退したチームが多かったことや、実力差に大きな開きがあったことから、出場枠を見直し、チャンピオンズリーグはAFCクラブランキング上位14カ国のリーグ戦、カップ戦の優勝チーム（最大28チーム）に絞り、その次のクラス（15〜28位）の国には「AFCカップ」の出場権を与えることにした。更に29位以下のサッカー発展途上国・弱小国のリーグ戦優勝チームの中から8カ国を選抜してセントラル方式（1カ国に集中して開催する方式）で2005年度から新たな国際大会を開催することになった。これが「AFCプレジデンツカップ」である。
2005年度はネパールで開催され、同国の他、台湾、キルギス、カンボジア、タジキスタン、ブータン、パキスタン、スリランカのリーグ戦2004年度の優勝チーム8チームが4チームずつ2組に分かれて1回総当りを行い、その後上位2位までの4チームで決勝トーナメントを行う。その結果、タジキスタンのレガール・タダズがキルギスのドルドイ・ディナモ・ナルインを下して初代優勝に輝いた。
2008年度以降はバングラデシュ、ミャンマー、トルクメニスタンが加わり、11カ国が参加して開催されていた。2011年度よりパレスチナの参加が決定したため、12カ国が参加しての大会となる。2012年度よりミャンマーはAFCカップに参加することになったためAFCプレジデンツカップには参加しなかった。また、新たにモンゴルが参加することとなった。2013年度よりタジキスタンが、2014年度よりキルギスとパレスチナがAFCカップに参加することになったため、AFCプレジデンツカップには参加しなかった。また、新たに北朝鮮が参加することとなった。
2013年11月25日、AFC大会実行委員会は2014年大会がAFCプレジデンツカップとして最後の大会になると発表した。AFCプレジデンツカップ2014の決勝ステージに進出した6チームはAFCカップ2015プレーオフへの出場資格を獲得する。また、2015年以降は集中開催方式で予選を行い、AFCカッププレーオフに進出する6チームを決定する。

### AFCチャレンジリーグの創設
2022年12月23日に開催されたAFC競技委員会で、2024/25シーズンよりACL及びAFCカップを以下の3階層に再編することが提案され、2023年8月14日に行われたAFC実行委員会で決定した。
- AFCチャンピオンズリーグエリート (AFC Champions League Elite, ACLE) - トップティア。24クラブが出場
- AFCチャンピオンズリーグ2 (AFC Champions League 2, ACL2) - セカンドティア。32クラブが出場
- AFCチャレンジリーグ (AFC Challenge League, ACGL) - サードティア。20クラブが出場。

これにより、AFCにおける新たな第3クラブ選手権として「AFCチャンピオンズリーグ」が創設されることとなった。ただし、統計上は2014年までのAFCプレジデンツカップを承継するものとされ、事実上の「『AFCプレジデンツカップ』の10年ぶりの“復活”」という形になった。

## 開催方式

### 2005年-2007年
AFC加盟協会のうち、出場資格を持つ8協会から1クラブずつが参加する。AFCチャンピオンズリーグ・AFCカップと異なり集中開催を基本としており、全ての試合を同一会場で開催する。
グループステージは出場クラブを4クラブずつ2グループに分けて（東西は考慮されない）1回戦総当たりのリーグ戦を戦い、各グループ上位2クラブずつ4クラブによるシングルイリミネーショントーナメントで優勝者を決定する。

### 2008年-2010年
出場協会が11に増加し、各協会から1クラブずつが参加する。集中開催は同じであるが、各グループステージ及び決勝ステージはそれぞれ別の都市で開催されるようになった。
グループステージは出場クラブを3-4クラブずつ3グループに分けて1回戦総当たりのリーグ戦を戦い、各グループ最上位と2位のうち最も成績の良いクラブの計4クラブによるシングルイリミネーショントーナメントで優勝者を決定する。

### 2011年-2014年
グループステージは出場クラブを3-4クラブずつ3グループに分けて集中開催による1回戦総当たりのリーグ戦を戦い、各グループ上位2クラブが決勝ステージに進出。決勝ステージでは6クラブを3クラブずつ2グループに分けて、両グループとも同一都市での集中開催により1回戦総当たりのリーグ戦を戦い、各グループ最上位クラブ同士で決勝戦を行う。

### 2024/25年-
AFC加盟国を東地区と西地区に分け、AFCチャンピオンズリーグ2 (ACL2)に参加しない、AFCクラブコンペティションランキングの地区内11位以下の国が参加する。AFCの構想では、20のクラブが4チームずつの5グループ（西地区3グループ、東地区2グループ）に分かれてグループステージを戦うものとし、グループステージでは集中開催による1回戦総当たりのラウンドロビンを戦い、東西4チームずつ（西地区はグループ1位+グループ2位の最上位、東地区はグループ上位2位チーム）が準々決勝に進出、ホーム・アンド・アウェー2回戦制（決勝のみ1試合制）によるトーナメントを戦うものとされた。ただし、2024/25シーズンは東地区でAFCクラブライセンスが発給されているクラブのある協会が8に満たず、各協会から1クラブずつの6クラブのみが参加し、プレーオフを省略した上でグループステージは3クラブによる総当たり戦に変更されている。
優勝チームは、国内大会の成績で翌シーズンのAFCチャンピオンズリーグエリートおよびACL2の出場権を得ていない場合、ACL2本大会の出場権を得る。

## 賞金
2024/25シーズン以降の例。
- 優勝: 100万ドル
- 準優勝: 50万ドル

また、各ラウンドに参加すると以下の配分金が与えられる。
- 準決勝: 12万ドル
- 準々決勝: 8万ドル
- グループステージ: 10万ドル

この他、グループステージにおいては試合に勝利すると2万ドルが、予選ステージにおいてはアウェーの試合毎に渡航助成費として5万ドルが与えられる。

## 結果
| 年度                  | 優勝                         | 結果                  | 準優勝                                 | 会場                                             |
| AFCプレジデンツカップ | AFCプレジデンツカップ        | AFCプレジデンツカップ | AFCプレジデンツカップ                  | AFCプレジデンツカップ                            |
| --------------------- | ---------------------------- | --------------------- | -------------------------------------- | ------------------------------------------------ |
| 2005                  | レガール・タダズ             | 3 - 0                 | ドルドイ・ディナモ・ナルイン           | ダサラス・ランガシャラ・スタジアム（カトマンズ） |
| 2006                  | ドルドイ・ディナモ・ナルイン | 2 - 1 aet             | ヴァフシュ・クルガン・テッパ           | サラワク・スタジアム（クチン）                   |
| 2007                  | ドルドイ・ディナモ・ナルイン | 2 - 1                 | マヘンドラ・ポリス・クラブ             | パンジャーブ・スタジアム（ラホール）             |
| 2008                  | レガール・タダズ             | 1 - 1 aet (PK 4 - 3)  | ドルドイ・ディナモ・ナルイン           | スパルタク・スタジアム（ビシュケク）             |
| 2009                  | レガール・タダズ             | 2 - 0                 | ドルドイ・ディナモ・ナルイン           | メタルルグ・スタジアム（トゥルスンゾダ）         |
| 2010                  | ヤダナボン                   | 1 - 0 aet             | ドルドイ・ビシュケク                   | トゥウンナ・スタジアム（ヤンゴン）               |
| 2011                  | 台湾電力足球隊               | 3 - 2                 | プノンペン・クラウン                   | 国家体育場（高雄）                               |
| 2012                  | イスティクロル               | 2 - 1                 | マルカズ・シャバーブ・アル・アムアリー | パミール・スタジアム（ドゥシャンベ）             |
| 2013                  | バルカン                     | 1 - 0                 | KRL                                    | ハン・ジェバート・スタジアム（ムラカ）           |
| 2014                  | アシガバート                 | 2 - 1                 | リミョンス体育団                       | スガサダシュ・スタジアム（コロンボ）             |
| AFCチャレンジリーグ   |                              |                       |                                        |                                                  |
| 2024/25               | アルカダグ                   | 2 - 1 aet             | スヴァイリエン                         | モロドク・テコ国立競技場（プノンペン）           |

## 統計

### クラブ別成績
| クラブ名                               | 優 | 準 | 優勝年度       | 準優勝年度          |
| -------------------------------------- | -- | -- | -------------- | ------------------- |
| レガール・タダズ                       | 3  | 0  | 2005,2008,2009 |                     |
| ドルドイ・ビシュケク                   | 2  | 4  | 2006,2007      | 2005,2008,2009,2010 |
| ヤダナボン                             | 1  | 0  | 2010           |                     |
| 台湾電力足球隊                         | 1  | 0  | 2011           |                     |
| イスティクロル                         | 1  | 0  | 2012           |                     |
| バルカン                               | 1  | 0  | 2013           |                     |
| アシガバート                           | 1  | 0  | 2014           |                     |
| アルカダグ                             | 1  | 0  | 2025           |                     |
| ヴァフシュ・クルガン・テッパ           | 0  | 1  |                | 2006                |
| ネパール・ポリス・クラブ               | 0  | 1  |                | 2007                |
| プノンペン・クラウン                   | 0  | 1  |                | 2011                |
| マルカズ・シャバーブ・アル・アムアリー | 0  | 1  |                | 2012                |
| KRL                                    | 0  | 1  |                | 2013                |
| リミョンス体育団                       | 0  | 1  |                | 2014                |
| スヴァイリエン                         | 0  | 1  |                | 2025                |

### クラブ所在国別成績
| 国・地域名           | 優 | 準 |
| -------------------- | -- | -- |
| タジキスタン         | 4  | 1  |
| トルクメニスタン     | 3  | 0  |
| キルギス             | 2  | 4  |
| ミャンマー           | 1  | 0  |
| チャイニーズタイペイ | 1  | 0  |
| カンボジア           | 0  | 2  |
| ネパール             | 0  | 1  |
| パレスチナ           | 0  | 1  |
| パキスタン           | 0  | 1  |
| 北朝鮮               | 0  | 1  |